# Sötét angyal
A Sötét angyal (eredeti cím: Dark Angel) amerikai cyberpunk sci-fi televíziós sorozat, mely James Cameron és Charles H. Eglee ötletéből született. A sorozat 2000–2002 között futott a FOX csatornán. Magyarországon a sorozat első évadát az M1 mutatta be 2002. július 1-jén. Később, 2010. május 13-án az AXN Sci-Fi is műsorra tűzte,, majd a második évadot szintén bemutatták 2010. szeptember 7-től. A sorozat középpontjában a Jessica Alba alakította Max áll, egy génmanipulált szuperkatona, aki társai után kutat, közben pedig próbálja egy fiatal lány hétköznapi életét élni.
A sorozat Seattle városában játszódik, de a forgatás Vancouverben zajlott, Kanadában, a Lions Gate Studios-ban.

## Cselekmény
|  | Alább a cselekmény részletei következnek! |

2009-ben egy módosított génállományú (ún. génmanipulált) lány tizenegy társával egyetemben megszökik a Manticore-ból, egy szuperharcosok/bérgyilkosok előállítására és kiképzésére specializált titkos kormányzati intézményből. Hónapokkal Max és testvérei szökése után terroristák atombombát robbantanak az atmoszférában, az USA fölött, ami megsemmisíti a számítógépes és kommunikációs hálózat nagy részét, és a harmadik világbeli államok sorsára juttatja az Egyesült Államokat.
Az első évad tíz évvel a fentiek után veszi kezdetét. Az immár 19 éves Max Seattle városában él és azóta is elveszett fivéreit és nővéreit kutatja. Próbálja élni életét, elkerülni a bajt és megtalálni a szerelmet. Biciklis futárként dolgozik a Jam Pony futárszolgálatnál, éjszakánként pedig betöréssel keresi kenyerét, illetve finanszírozza a kutatást. Csordogál is az élete ebben a mederben, egészen addig, amíg egy betörés során össze nem ismerkedik az ország lelkiismereteként működő Logan Cale-lel. Meglátni és megszeretni egymást egy pillanat műve számukra, beismerni is ezt azonban talán egy egész élet alatt sem sikerülne. Mindenesetre megegyezésre jutnak: Max segít Logan-nek lebuktatni a rossz fiúkat, Logan segít Max-nek megtalálni a társait. Mindeközben persze a Manticore sem felejtette el a szökött X5-ösöket, és Lydecker vezényletével próbálják elfogni a szökevényeket, vagy eltüntetni őket a Föld színéről.
A második évad hangulata jóval sötétebb, Max segítségével kiszabadulnak a Manticore foglyai (akik közül többen is szemmel láthatóan viselik magukon a génmanipuláció nyomait) és próbálnak beilleszkedni a hétköznapi emberek közé. Közülük is kiemelkedik Joshua, Sandeman (a Manticore alapítója) első teremtménye és Alec, Max Manticore-beli tenyészpárja. Max Ames White személyében egy minden eddiginél kegyetlenebb és veszélyesebb ellenféllel találja magát szemben, és hamarosan az is kiderül, hogy a génmanipuláció nem az egyetlen út a szuperlények kitenyésztésére.
|  | Itt a vége a cselekmény részletezésének! |

## A törlés
Hatalmas rajongói bázisa ellenére a sorozatot 2002-ben levették a műsorról, arra hivatkozva, hogy a széria nem elég nézett, illetve arra, hogy 9/11 után nincs igény egy poszt-apokaliptikus sorozatra. Megjegyzendő ugyanakkor, hogy a FOX csatorna azóta sem tudott hasonlóan nézett sorozatot vetíteni a Dark Angel egykori műsorsávjában.

### Újraindítás?
2006 áprilisában a FOX csatorna szavazást indított arról, hogy melyik törölt sorozatukat indítsák újra. A lehetőségek között olyan szériák szerepeltek, mint a Buffy, a vámpírok réme, az Angel, Tru Calling – Az őrangyal és persze a Dark Angel.
A szavazást a Dark Angel nyerte a voksok 34,5%-ával, a második a Tru Calling lett 28,1%-kal. Ennek ellenére még nincs hír arról, hogy a stúdió tényleg folytatná a sorozatot.
A rajongók mindenesetre nem adják fel, petíciót indítottak a sorozat újraindításáért, és már 66336  az aláírók száma (2011 márciusi adat).

## Szereplők
- Jessica Alba – Max Guevara / X5-452
- Michael Weatherly – Logan Cale / Eyes Only
- Jensen Ackles – Alec / X5-494, Ben / X5-493
- Valarie Rae Miller – Cynthia "Original Cindy" McEachin
- Richard Gunn – Calvin Simon "Sketchy" Theodore
- J.C. MacKenzie – Reagan "Normal" Ronald
- Alimi Ballard – Herbal Thought
- John Savage – Donald Michael Lydecker
- William Gregory Lee – Zack / X5-599
- Kevin Durand – Joshua
- Martin Cummins – Ames White
- Ashley Scott – Asha Barlow
- Jennifer Blanc – Kendra Maibaum
- Nana Visitor – Dr. Elizabeth Renfro / Madame X

## Zene
Hivatalos filmzene:
1. Public Enemy & MC Lyte: Dark Angel Theme
2. Khia: My Neck, My Back
3. John Forté & Tricky: Trouble Again
4. MC Lyte: No Dealz
5. Samantha Cole: Bring It to Me
6. Q-Tip: Moving With U
7. Foxy Brown & Kelis: Candy
8. Damizza, Shade Sheist & N. U. N. E.: Bad News
9. Mystic: The Life
10. Abstract Rude & Tribe Unique: Somethin' About This Music
11. Spooks: Things I've Seen
12. Niki Haris: The One
13. Samantha Cole: Bring It to Me (Dark Angel Remix)

## DVD
Mindkét évad 2003-ban került a boltok polcaira.
| Borító | Lemez címe            | Epizódok száma | Extrák |
| ------ | --------------------- | -------------- | --- |
|        | A teljes első évad    | 21             | - Audiókommentár egyes epizódokhoz - Így készült - Bakik - A videójáték előzetese                                     |
|        | A teljes második évad | 21             | - Audiokommentár egyes epizódokhoz - A Manticore teremtményeinek készítése - Így készült - Kimaradt jelenetek - Bakik |

## Könyvek
A következő hivatalos könyvek jelentek meg a tv-sorozat nyomán, magyarul nem adták ki őket.

### Max Allan Collins
- Dark Angel: Before the Dawn (2002).
- Dark Angel: Skin Game (2003).
- Dark Angel: After the Dark (2003).

### D. A. Stern
- Dark Angel: The Eyes Only Dossier (2003).

## Érdekességek
- Jessica Albát több, mint 1200 jelentkező közül választotta ki James Cameron a főszerepre.
- A Dark Angel regényekben a három a sorozatban meg nem jelent szökevény neve: Vada, Kavi és Seth. Mindhármukat megölték évekkel Max és Logan találkozása előtt. Vadát Lydecker ölte meg a sivatagban, Kavi baseball-játékosként kamatoztatta tehetségét, de emberfeletti képességeire hamar felfigyelt a Manticore is. Seth a Szempárnak dolgozott, Max elődjeként.
- Logan születésnapja: 1988. november 11.
- Max azonosítószáma: X5-452, vonalkódja: 332960073452.
- Sam azonosítószáma: X5-453, vonalkódja: 332960073453. Sam Max klónjaként tűnt fel a 2. évad 19. részében.
- Zack azonosítószáma: X5-599, vonalkódja: 330417291599.
- Tinga azonosítószáma: X5-656, vonalkódja: 331450074656.
- Brin azonosítószáma: X5-734, vonalkódja: 331280315734.
- Kavi azonosítószáma: X5-392.
- Vada azonosítószáma: X5-732.
- Ben azonosítószáma: X5-493, vonalkódja: 331845739493.
- Alec azonosítószáma: X5-494, vonalkódja: 331845739494. Alec Ben klónja.
- Krit azonosítószáma: X5-471, vonalkódja: 332231418471.
- Syl azonosítószáma: X5-701, vonalkódja: 331366001701.
- Eva vonalkódja: 331065661766.
- Jack azonosítószáma: X5-417, vonalkódja: 331065661417.
- Zane azonosítószáma: X5-205, vonalkódja: 332680074205.
- Jondy azonosítószáma: X5-210, vonalkódja: 332340090210.
- A "Lökés" időpontja: 2009. június 1., 12:05.
- Normal eredeti neve: Reagan Ronald.
- Cindy eredeti neve: Cynthia McEachin.
- Sketchy eredeti neve: Calvin Simon Theodore, ami tisztelgés az Alvin és a mókusok című rajzfilmsorozat előtt.
- Max Guevara karakterét a TV Guide szavazásán a 17. legjobbnak választották a 25 legnagyobb sci-fi legenda választásán.
- A második évad Szörnyek nemzete című epizódjában a zászlófelvonás kísértetiesen emlékeztet a híres Iwo Jima-i amerikai zászlótűzésre.
- Az első évad ugyanazzal a monológgal kezdődik és zárul: "Sometimes it seems like it happened to someone else, like maybe it was a story I heard. Even though I know it happened." (Szabad fordításban: "Néha úgy tűnik mintha ez valaki mással történt volna, mintha ez csak egy történet volna, amit hallottam. De én tudom, hogy megtörtént.") A pilot epizódban Max mondja, a befejező részben pedig Logan.
- Max motorjának rendszámtáblájának számai James Cameron születésnapja.
- A gyakran emlegetett S.1.W. tisztelgés a Public Enemy rapegyüttes előtt. A Public Enemy frontembere Chuck D. írta a sorozat főcímdalát.
- Max motorja egy 650-es Kawasaki Ninja.

## Díjak

### Elnyert
| Èv   | Díj                         | Kategória                             | A nyertes(ek)                                                                                     |
| ---- | --------------------------- | ------------------------------------- | ------------------------------------------------------------------------------------------------- |
| 2001 | People's Choice Award       | Kedvenc új drámasorozat               |                                                                                                   |
| 2001 | Teen Choice Award           | Legjobb színésznő                     | Jessica Alba                                                                                      |
| 2001 | Szaturnusz-díj              | Legjobb TV-s színésznő                | Jessica Alba                                                                                      |
| 2001 | TV Guide Award              | Az év felfedezettje                   | Jessica Alba                                                                                      |
| 2001 | CSC Award                   | Legjobb operatőri munka tv-sorozatban | Brian Pearson (a Cold Comfort-ért)                                                                |
| 2001 | International Monitor Award | Legjobb vizuális effektusok           | Elan Soltes, Trevor Cawood, Neill Blomkamp, Halbo van der Klaau, Michael Porterfield (a Pilotért) |

### Jelölések
| Èv   | Díj                                   | Kategória                                   | A jelölt(ek) |
| ---- | ------------------------------------- | ------------------------------------------- | --- |
| 2001 | Szaturnusz-díj                        | Legjobb tv-sorozat                          | |
| 2001 | IHG Award                             | Legjobb TV-s produkció                      | |
| 2001 | Teen Choice Award                     | A legjobb drámai sorozat                    | |
| 2001 | Golden Globe                          | Legjobb alakítás TV-s drámasorozatban       | Jessica Alba |
| 2001 | TV Guide Award                        | Az év színésznője új sorozatban             | Jessica Alba |
| 2001 | Young Artist Award                    | Legjobb női főszereplő TV-s drámasorozatban | Jessica Alba |
| 2001 | ALMA Award                            | Legkimagaslóbb alakítás új tv-sorozatban    | Jessica Alba |
| 2001 | Szaturnusz-díj                        | Legjobb mellékszereplő tv-sorozatban        | Michael Weatherly |
| 2001 | Teen Choice Award                     | A legjobb színész                           | Michael Weatherly |
| 2001 | Golden Reel Award                     | Legjobb hangvágás TV filmben                | Jerry Edemann, Barbara Issak, Marty Stein, Tiffany S. Griffith, Raymond E. Spiess III, David Melhase (a Pilot-ért)                                     |
| 2002 | Teen Choice Award                     | A legjobb drámai sorozat                    | |
| 2002 | Szaturnusz-díj                        | Legjobb tv-sorozat                          | |
| 2002 | Blimp Award                           | A kedvenc női akcióhős                      | Jessica Alba |
| 2002 | Teen Choice Award                     | Legjobb színésznő tv-sorozatban             | Jessica Alba |
| 2002 | Szaturnusz-díj                        | Legjobb színésznő tv-sorozatban             | Jessica Alba |
| 2002 | ALMA Award                            | Legkimagaslóbb alakítás tv-sorozatban       | Jessica Alba |
| 2002 | Szaturnusz-díj                        | Legjobb mellékszereplő tv-sorozatban        | Michael Weatherly |
| 2002 | Excellence in Production Design Award | A legkiemelkedőbb művészi megvalósítás      | Jerry Wanek, John Marcynuk, Dan Hermansen, Douglas A. Girling, Vivian Nishi (a Proof of Purchase-ért)                                                  |
| 2002 | Leo Award                             | A legjobb vizuális effektusok               | Mark Breakspear, Trevor Strand, Michael Porterfield, Chris Doll, Simon Ager, Ben Funk, Wes Sargent, Tom Brydon, Madhava Reddy, Naomi Stopa (a Boo-ért) |